# Estación General Galarza
General Galarza es la estación de ferrocarril de la localidad homónima, provincia de Entre Ríos, República Argentina. Se encuentra precedida por la Estación Lazo y le sigue el Desvío Clé.
El 30 de enero de 1891 el ramal Tala-Gualeguay del Ferrocarril Central Entrerriano fue librado al servicio pasando el primer tren por la estación General Galarza. Fue desactivado el 1 de junio de 1978.